# Caratê nos Jogos Bolivarianos de 2022
A competição de caratê nos Jogos Bolivarianos de 2022 foi realizada entre os dias 25 e 27 de junho de 2022 no Coliseo Colegio Comfacesar Rodolfo Campo Soto na cidade de Valledupar, na Colômbia.

## Medalhistas

### Masculino
| Event              | Ouro                                                                            | Prata                                                                    | Bronze |
| ------------------ | ------------------------------------------------------------------------------- | ------------------------------------------------------------------------ | --- |
| Kata               | Cleiver Casanova VEN Venezuela                                                  | Larry Aracena DOM República Dominicana                                   | Mariano Wong PER Peru Héctor Cención PAN Panamá |
| Kumite –60 kg      | Juan Fernández COL Colômbia                                                     | Pedropablo de la Roca GUA Guatemala                                      | Enrique Villalón CHI Chile Roberto Payares PAN Panamá |
| Kumite –67 kg      | Andrés Madera VEN Venezuela                                                     | Alberto Gálvez PAN Panamá                                                | Fred Proaño ECU Equador Tomás Freire CHI Chile |
| Kumite –75 kg      | Juan Landázuri COL Colômbia                                                     | Allan Maldonado GUA Guatemala                                            | Matías Rodríguez CHI Chile Carlos Herrera DOM República Dominicana |
| Kumite –84 kg      | José Acevedo ECU Equador                                                        | Anderson Soriano DOM República Dominicana                                | Brandon Ramírez GUA Guatemala Jorge Merino ESA El Salvador |
| Kumite +84 kg      | Rodrigo Rojas CHI Chile                                                         | Fernando Ramírez PAR Paraguai                                            | Diego Lenis COL Colômbia Nicolás Barrón BOL Bolívia |
| Kumite por equipes | COL Colômbia Juan Fernández Rubén Henao Juan Landázuri Diego Lenis José Ramírez | ECU Equador José Acevedo Douglas Ayala Luis Choez Yeiro Mina Fred Proaño | CHI Chile Tomás Freire Benjamín Núñez Matías Rodríguez Rodrigo Rojas Enrique VillalónVEN Venezuela Edgar Chávez Andrés Madera Jhosed Ortuño César Riera Freddy Valera |

### Feminino
| Event              | Ouro                                                                                    | Prata                                                                                        | Bronze |
| ------------------ | --------------------------------------------------------------------------------------- | -------------------------------------------------------------------------------------------- | --- |
| Kata               | María Dimitrova DOM República Dominicana                                                | Ingrid Aranda PER Peru                                                                       | Cristina Orbe ECU Equador Andrea Armada VEN Venezuela |
| Kumite –50 kg      | Bárbara Morales GUA Guatemala                                                           | Yorgelis Salazar VEN Venezuela                                                               | Fernanda Vega CHI Chile Leyla Servín PAR Paraguai |
| Kumite –55 kg      | Valentina Toro CHI Chile                                                                | Ileana Miranda ECU Equador                                                                   | Yaremi Borzelli PAN Panamá Hiromi Sanchez PER Peru |
| Kumite –61 kg      | María Renée Wong GUA Guatemala                                                          | Claudymar Garcés VEN Venezuela                                                               | Diana Ramírez COL Colômbia Linda Rodríguez PER Peru |
| Kumite –68 kg      | Wendy Mosquera COL Colômbia                                                             | Luisa Fernanda GUA Guatemala                                                                 | Sol Cabrera PER Peru Marianth Cuervo VEN Venezuela |
| Kumite +68 kg      | Pamela Rodríguez DOM República Dominicana                                               | Shanee Torres COL Colômbia                                                                   | Valeria Echever ECU Equador Javiera González CHI Chile |
| Kumite por equipes | CHI Chile Javiera González Ignacia Morales Valentina Toro Fernanda Vega Carolina Videla | VEN Venezuela Marianth Cuervo Claudymar Garcés Bárbara Pérez Yorgelis Salazar María Urdaneta | GUA Guatemala Fabiana Cevasco Luisa Fernanda Bárbara Morales María WongDOM República Dominicana María Dimitrova Pamela Rodríguez Tanya Rodríguez Thalía Terrero |

## Tabela geral de medalhas
| Pos.                | País                     | Ouro | Prata | Bronze | Total |
| ------------------- | ------------------------ | ---- | ----- | ------ | ----- |
| 1                   | COL Colômbia             | 4    | 1     | 2      | 7     |
| 2                   | CHI Chile                | 3    | 0     | 6      | 9     |
| 3                   | VEN Venezuela            | 2    | 3     | 3      | 8     |
| 4                   | GUA Guatemala            | 2    | 3     | 2      | 7     |
| 5                   | DOM República Dominicana | 2    | 2     | 2      | 6     |
| 6                   | ECU Equador              | 1    | 2     | 3      | 6     |
| 7                   | PER Peru                 | 0    | 1     | 4      | 5     |
| 8                   | PAN Panamá               | 0    | 1     | 3      | 4     |
| 9                   | PAR Paraguai             | 0    | 1     | 1      | 2     |
| 10                  | BOL Bolívia              | 0    | 0     | 1      | 1     |
| 10                  | ESA El Salvador          | 0    | 0     | 1      | 1     |
| Total (11 entradas) | Total (11 entradas)      | 14   | 14    | 28     | 56    |